# 4-й корпус резервной кавалерии (Великая армия)
4-й корпус резервной кавалерии Великой Армии (фр. 4e corps de réserve de cavalerie de la Grande Armée) — оперативно-тактическое объединение армии Наполеона. Образован в 1812 году.

## Состав корпуса
На 30 июня 1812 года:
- 4-я дивизия лёгкой кавалерии (дивизионный генерал Александр Рожнецкий)
- 7-я дивизия тяжёлой кавалерии (дивизионный генерал Жан Лорж)

На 16 октября 1813 года:
- 7-я дивизия лёгкой кавалерии (дивизионный генерал Михал Сокольницкий)
- 8-я дивизия лёгкой кавалерии (дивизионный генерал Антоний Сулковский)

## Командование корпуса

### Командующие корпусом
- дивизионный генерал Николя Латур-Мобур (24 марта – 7 сентября 1812)
- дивизионный генерал Орас Себастьяни (12 ноября 1812 – 6 февраля 1813)
- дивизионный генерал Франсуа-Этьен Келлерман (7 июня – 16 октября 1813)
- дивизионный генерал Михал Сокольницкий (16 – 27 октября 1813)

### Начальники штаба корпуса
- командир эскадрона Серон (1812)
- полковник штаба Шарль Батай де Танкарвиль (18 июня 1813 – 27 октября 1813)